# Władimir Szewiakow
Władimir Timofiejewicz Szewiakow (ros. Владимир Тимофеевич Шевяков, niem. Wladimir Timopheevich Schewiakoff, ur. 17 października?/29 października 1859 w Sankt Petersburgu, zm. 18 października 1930 w Irkucku) – rosyjski biolog, protistolog. Pamiętany jest głównie za prace na temat orzęsków, promienic i kolconóżek. W nazwach opisanych przez niego taksonów używa się pisowni nazwiska – Schewiakoff.

## Życiorys
Urodził się 29 października 1859 roku w Sankt Petersburgu. Jego matka Christine Sievers pochodziła ze starej pruskiej rodziny, urodziła się w Tukums. Ojciec Timofiej Fiodorowicz Szewiakow był kupcem. W 1877 roku Władimir ukończył kościelną szkołę, po której zdał do Akademii Górniczej w St. Petersburgu – jego oceny nie były wystarczająco dobre, by przyjęto go na uniwersytet.
W 1880 roku został członkiem korespondentem Carskiego Towarzystwa Entomologicznego i na własną rękę zorganizował sponsorowaną przez Towarzystwo ekspedycję w region Kaukazu. Niedługo potem opuścił Akademię Górniczą i dzięki specjalnemu pozwoleniu ministerstwa w 1881 roku rozpoczął studia przyrodnicze na Wydziale Fizyczno-Matematycznym Uniwersytetu w St. Petersburgu. Jego nauczycielem był Nikołaj Wagner (1827–1907). W 1884 roku wyjechał do Heidelbergu, gdzie kontynuował swoje studia na tamtejszym uniwersytecie u Ottona Bütschli. W 1888 roku za jego osiągnięcia naukowe przyznano mu złoty medal. W 1889 roku po przedstawieniu dysertacji otrzymał tytuł doktora summa cum laude. Od 1890 roku pracował w Instytucie Zoologicznym Politechniki w Karlsruhe. Wcześniej na krótko wrócił do Rosji, gdzie w 1889 roku przyznano mu środki na ekspedycję naukową, która objęła Tasmanię, Australię, Nową Zelandię, niektóre wyspy Archipelagu Sundajskiego i Hawaje. Odbył ją razem z przyjacielem dr. Karlem Lauterbachem, a wyniki prowadzonych badań opublikował jako dwie duże prace. Pierwsza z nich, Ueber die Geographische Verbreitung der Süsswasser-Protozoen (St. Petersburg 1893) otrzymała Nagrodę Brandta w 1896 roku.
W 1891 roku Bütschli oferował Szewiakowowi stanowisko asystenta na Uniwersytecie w Heidelbergu. W lutym 1893 roku został Privatdozentem. Na jego ćwiczenia uczęszczał m.in. w roku akademickim 1893/94 Rudolf Magnus.
W Heidelbergu jego studentką była druga córka Aleksandra Kowalewskiego (1840–1901), Lidia Aleksandrowna Kowalewska (1873–1942). W 1896 roku Szewiakow i Kowalewska wzięli ślub. Z małżeństwa urodziło się pięcioro dzieci: Aleksander (1896), Tatiana (1897), Gieorgij (1900), Władimir (1904) i Boris (1908).
Latem 1894 roku Szewiakow otrzymał stanowisko w Instytucie Zoologicznym w St. Petersburgu, a jesienią tego roku został Privatdozentem. Od tego czasu Szewiakow na stałe pozostał w Rosji, nie licząc krótkich podróży zagranicznych. W maju 1896 roku został doktorem zoologii. W tym samym roku otrzymał Order św. Stanisława trzeciej klasy.
Uczniami Szewiakowa byli m.in. Jurij Filipczenko, Siergiej W. Awierincew, A.W. Schweyer, Aleksander Linko, Iwan Sokołow, Siergiej Metalnikow, Aleksandr Strelkow, Jan Bohdan Dembowski i Walentin Dogiel. W Irkucku studentką Szewiakowa była Fiwejska, autorka cytowanej do dziś pracy o bakteriach pasożytujących na orzęskach.
Od listopada 1889 był członkiem korespondentem Royal Society of Tasmania. W 1908 roku został członkiem korespondentem Carskiej Akademii Nauk. W styczniu 1911 roku został wiceministrem w Ministerstwie Oświaty, na sześć lat przerwał prace naukowe i na zawsze opuścił uczelnię, pozostając jednak profesorem w Kobiecym Instytucie Pedagogicznym, co uratowało mu życie po rewolucji październikowej.
Pod koniec 1916 roku zachorował i przeszedł operację. Rewolucja 1917 roku zastała Szewiakowa w Petersburgu. Razem z żoną brał udział w organizowaniu specjalnego szpitala wojskowego. Najstarszy syn Aleksander zginął na froncie podczas wojny domowej, tak jak jego brat Georgij walczył po stronie Białej Armii. Córka Tatiana również służyła na froncie jako pielęgniarka. Wiosną 1918 Szewiakow i jego starsi synowie zostali wysłani do Permu, a stamtąd przeniósł się do Omska (w czasie gdy obszar ten kontrolowały jeszcze wojska admirała Kołczaka), gdzie otrzymał pracę w Instytucie Agrokultury. Na początku 1920 otrzymał katedrę na niedawno utworzonym (w październiku 1918) Uniwersytecie Państwowym w Irkucku. Został też dziekanem i otrzymał zadanie zorganizowania wydziału medycznego na tej uczelni.
23 maja 1923 na uczelni w Irkucku obchodzono jubileusz 35-lecia pracy naukowej Szewiakowa. Od 1925 członek Akademii Nauk ZSRR. We wrześniu 1927 otrzymał pozwolenie na wyjazd za granicę, na 5. Międzynarodowy Kongres Genetyki w Berlinie i wizytę w Stacji Zoologicznej w Neapolu. Otrzymał wówczas propozycję pracy nad orzęskami Zatoki Neapolitańskiej – przebywał tam, już po raz ostatni, od lipca do grudnia 1928. W tym czasie został też wybrany na kierownika Biologiczno-Geograficznego Instytutu Badawczego Uniwersytetu w Irkucku.
Zmarł 18 października 1930, pochowany jest na cmentarzu w Irkucku. Po jego śmierci w rosyjskiej prasie naukowej nie ukazało się żadne wspomnienie; jedynie „Zoologischer Anzeiger” wydrukował krótką notatkę. W 1960 ukazał się artykuł wspomnieniowy autorstwa Borisa Nikołajewicza Mazurmowicza, ucznia Dogiela. Obszerny artykuł biograficzny opublikował Siergiej Fokin w 2000 roku.
Żona Lidia Szewiakowa zmarła w 1942 roku; Georgij został aresztowany w 1932 i zmarł na Wyspach Sołowieckich. Tatiana i Boris emigrowali do Stanów Zjednoczonych. Miejscowa kronika odnotowała fakt, że syn prof. Szewiakowa (Władimir?) zmarł w Irkucku po zatruciu bałykiem 20 stycznia 1924.

## Dorobek naukowy
W pracy z 1889 roku opisał dokładnie narządy zmysłów kostkowca Carybdea marsupialis. W 1893 Szewiakow odkrył w pantofelkach małe ciała, które nazwał „Exkretkörper”. Uznał, że składają się głównie z fosforanu wapnia i są aktywne optycznie (dwójłomne w świetle spolaryzowanym).
Dziełem życia Szewiakowa była monografia poświęcona kolconóżkom (Acantharia). Ukazała się ona 27 lat po rozpoczęciu prac nad tą grupą pierwotniaków; z tego trzy lata zajęły same badania terenowe, prowadzone w Stacji Zoologicznej w Neapolu. W dziele tym przedstawił nową klasyfikację kolconóżek (z modyfikacjami stosowaną do dziś), opisał szereg nowych dla nauki gatunków, rodzajów, rodzin i rzędów. Poświęcono również wiele uwagi ekologii, morfologii i fizjologii tych organizmów.
Taksony opisane po raz pierwszy przez Szewiakowa
- Acanthocyrta Schewiakoff, 1926
- Astomatida Schewiakoff, 1896
- Pleurostomatida Schewiakoff, 1896
- Holacanthida Schewiakoff, 1926
- Symphyacanthida Schewiakoff, 1926

Rodziny
- Acanthocollidae Schewiakoff, 1926
- Acanthoplegmatidae Schewiakoff, 1926
- Conacontidae Schewiakoff, 1926
- Dictyacanthidae Schewiakoff, 1926
- Stauracanthidae Schewiakoff, 1926

Rodzaje
- Acanthocolla Schewiakoff, 1926
- Acantholithium Schewiakoff
- Acanthophlegma Schewiakoff, 1926
- Achromatium Schewiakoff, 1893
- Amphiacon Schewiakoff, 1926
- Amphistaurus Schewiakoff, 1926
- Maupasia Schewiakoff, 1892
- Urozona Schewiakoff, 1889
- Stegochilum Schewiakoff, 1892
- Tetralonche Schewiakoff, 1926
- Tetrastyla Schewiakoff, 1892
- Thylakidium Schewiakoff, 1892
- Thylakomonas Schewiakoff, 1892

Gatunki
- Achromatium oxaliferum Schewiakoff, 1893
- Balantiophorus minutus Schewiakoff, 1889
- Euglena elongata Schewiakoff
- Spumella oblique (Schewiakoff, 1892)
- Thylakomonas compressa Schewiakoff, 1893
- Urotricha furcata Schewiakoff, 1892
- Urotricha globosa Schewiakoff, 1892
- Urozona buetschlii Schewiakoff, 1889
- Xanthodiscus lauterbachii Schewiakoff, 1893

## Prace
- Über die karyokinetische Kerntheilung der Euglypha alveolata. Morphologische Jahrbuch 13, s. 193–258 (1888)
- Man wünscht eine genaue anatomische und histologische Untersuchung der Randkörper der Meduse Charybdea mit besonderer Rücksicht auf die Augenbildungen und womöglich unter Berücksichtigung der Augen verwandter Medusen. Beiträge zur Kenntniss des Acalephenauges (1888)
- Schewiakoff W, Grassi B. Beiträge zur Kenntnis des Megastoma entericum. Zeitschrift für wissenschaftliche Zoologie 46, s. 143–154 + Pl. 15 (1888)
- Beiträge zur Kenntniss des Acalephenauges. Morphologische Jahrbuch 15, 21–60 (1889)
- Beiträge zur Kenntniss der holotrichen Ciliaten. Verlag von Theodor Fischer, Cassel 1889
- Bütschli O, Schewiakoff W. Ueber den feineren Bau der quergestreiften Muskeln von Arthropoden. Biologisches Centralblatt 11, 2, s. 33–39 (1891)
- Bemerkung zu der Arbeit von Professor Famintzin über Zoochlorellen. Biologisches Centralblatt 11, s. 475–476 (1891)
- Ueber die Geographische Verbreitung der Süsswasser-Protozoen. Mémoires de l’Académie impériale des sciences de St. Petersbourg VII, 41, 1–201 (1893)
- Ueber einige ekto- und entoparasitische Protozoen der Cyclopiden. Bull. Soc. Impér. Natural. Moscou 7, 1–29. + Pl. 1 (1893)
- Ueber einen neuen bacterienähnlichen Organismus des Susswassers. Verhandlungen des Naturhistorisch-medizinischen Vereins zu Heidelberg 5, s. 44–79 (1893)
- Ueber die Natur der sogenannten Exkretkörner der Infusorien. Zeitschrift für wissenschaftliche Zoologie 57, s. 32–56 + Pl. 3 (1894)
- Ein abnorm weiblicher Genital-Apparat von Ascaris lumbricoides L. Centralblatt für Bakteriologie 15 (13-14), s. 473–476 (1894)
- Ueber die Ursache der fortschreitenden Bewegung der Gregarinen. „Zeitschrift für wissenschaftliche Zoologie” 58, s. 340–354 (1894)
- A New Method of Staining Cilia, Flagella and Other Locomotor Organs of Protozoa. „Proceedings of the Fourth International Congress of Zoology” Cambridge 1898
- К биологии простейших. Записки Императорской Академии Наук том 75
- Организация и систематизация Infusoria Aspirotricha. Mémoires de l’Académie impériale des sciences de St. Petersbourg VIII, 4, 1–395
  - The structure and classification of the infusoria Aspirotricha (Holotricha auctorum) by W. Schewiakoff. Trans. by Prudence Winter Kofoid (1903)
- Beiträge zur Kenntniss der Radiolaria-Acanthometrea. „Mémoires de l’Académie impériale des sciences de St. Petersbourg” 12, 10 (1902)
- Acantharia. Fauna e Flora del golfo di Napoli. 2 vol. Stazione Zoologica di Napoli, monogr. No. 37, 1–755 (1896)
- Acantharia des Golfes von Neapel W: Fauna and Flora des Golfes von Neapel Monographie, Friedländer & Sohn, Berlin 1926

Szewiakow był też autorem kilku haseł do Słownika encyklopedycznego Brockhausa i Efrona.